# Estadio Nikos Goumas
El Estadio Nikos Goumas (en griego: Στάδιο Νίκος Γκούμας) era un estadio multiusos utilizado principalmente para partidos de fútbol ubicado en el suburbio de Nea Filadelfeia al noroeste de la capital Atenas y fue la sede del AEK Atenas FC.

## Historia
Fue inaugurado en 1930 con el nombre AEK Stadium (en griego: Γήπεδο ΑΕΚ), pero también era llamado Nea Filadelfeia Stadium (en griego: Στάδιο Νέας Φιλαδέλφειας), hasta que el 7 de septiembre de 1991 pasó a llamarse Estadio Nikos Goumas por el expresidente del club Nikos Goumas, quien contribuyó con la construcción y la ampliación del estadio.
En la ceremonia de apertura en 1930 estuvo presente el primer ministro Eleftherios Venizelos. El primer partido oficial se jugó en noviembre de ese año 1930, un partido entre AEK Atenas FC ante el Olympiacos que terminó 2-2. El estadio tenía forma de herradura con graderías en tres de los cuatro costados.
En 1979 el entonces presidente del club Loukas Barlos inició la construcción de la gradería sur, con lo que sería el estadio más grande de Atenas aumentando su capacidad a 35,000 espectadores. Esa gradería sería llamada "Skepasti", y sería donde estarían los ultras del AEK. En 1998 el AEK Athens F.C. decidió instalar nuevos asientos, lo que provocó que la capacidad del estadio bajara de 35,000 a 24,729 (sin contar los palcos de prensa y zona vip).
Giannis Granitsas, presidente del AEK y presidente interino del AEK Athens F.C., decidió demoler el estadio en junio de 2003. Argumentó que el estadio era muy viejo y que ya estaba dañado por el terremoto de Atenas de 1999. El último partido que se jugó en el estadio fue entre el AEK Athens y el Aris que terminó con victoria para el AEK por 4–0, siendo Ilija Ivić el anotador del último gol en el estadio al minuto 77.

## Conciertos
El estadio también fue sede de conciertos, primero con Rory Gallagher en 1981, Iron Maiden y Bryan Adams en 1988 y el grupo The Cure en 1989. En 1990 Tina Turner tuvo su concierto en el estadio. En 1992 el grupo Simply Red y en 1993 Elton John y Sting también estuvieron en el Estadio Nikos Goumas.
A mediados de los años 1980 el actor David Hasselhoff entró al estadio junto a KITT.